# Stavgård

Stavgård är en gård från medeltiden i Allhelgona socken (nuvarande Mjölby kommun). Den bestod av 1 mantal. 